# Amarynthis
Amarynthis is een geslacht van vlinders uit de familie van de prachtvlinders (Riodinidae), onderfamilie Riodininae.
Amarynthis werd in 1819 voor het eerst wetenschappelijk beschreven door Hübner.

## Soort
Amarynthis omvat de volgende soort:
- Amarynthis meneria (Cramer, 1776)